# Constitución española de 1856
La Constitución española de 1856 fue conocida también como la «non nata» porque nunca llegó a ser promulgada a causa del «golpe contrarrevolucionario» del general Leopoldo O'Donnell que puso fin al bienio progresista del reinado de Isabel II de España y decretó la clausura de las Cortes Constituyentes elegidas en 1854. La «non nata» llegó a recoger los planteamientos del ideario liberal progresista y anticipó algunas de las ideas desarrolladas con posterioridad por la Constitución de 1869 del Sexenio Democrático.

## Historia
Tras el triunfo de la Revolución de 1854 que dio comienzo al bienio progresista, el nuevo gobierno del general Baldomero Espartero cumplió su promesa de convocar elecciones a Cortes Constituyentes que se realizaron según la ley electoral de 1837 que aumentaba el número de votantes de cien mil, los que tenían derecho al sufragio durante la década moderada, a cerca de 500.000. Además los distritos uninominales de la ley de 1846 fueron sustituidos por los distritos provinciales. Las elecciones tuvieron lugar en octubre y la victoria fue para los candidatos gubernamentales -obtuvieron unos 240 escaños- integrados en una llamada «unión liberal» que estaba formada por los moderados «puritanos», entre los que ya destacaba un joven Antonio Cánovas del Castillo, y por los progresistas «templados» encabezados por Manuel Cortina. Los grupos de oposición los formaban, por la derecha, los moderados que obtuvieron una veintena de diputados, y, por la izquierda, los demócratas, con un número similar de escaños. En el centro izquierda se situaban los  setenta diputados progresistas «puros», que no se habían integrado en la «unión liberal» y que estaban encabezados por Salustiano de Olózaga, Pedro Calvo Asensio y un joven Práxedes Mateo Sagasta.
Las Cortes Constituyentes abrieron sus sesiones el 8 de noviembre de 1854 y en seguida comenzó el debate de la nueva Constitución que debía reemplazar a la de Constitución de 1845. La aprobación de una tímida tolerancia religiosa (la base segunda del proyecto, después de establecer que la nación se obligaba a sostener «el culto y los ministros de la religión católica que profesan los españoles», decía que nadie sería perseguido «por sus opiniones y creencias religiosas, mientras no las manifieste por actos públicos contrarios contra la religión») provocó las protestas de los obispos españoles y la ruptura de relaciones con el Vaticano, que se agravaron todavía más cuando se aprobó la «Ley de desamortización general civil y eclesiástica», más conocida como la Desamortización de Madoz, por el nombre del ministro que la promovió. Las presiones de las jerarquía católica llegaron hasta la reina y fue entonces cuando aparecieron algunas partidas carlistas alentadas por las protestas clericales. Sin embargo, la propuesta de los demócratas de que se aprobase una auténtica «libertad de cultos» fue rechazada por el resto de grupos de la Cámara. Tampoco fueron aceptadas sus propuestas de establecer la educación primaria gratuita o el sufragio universal (masculino).

## Contenido
Reafirmaba el principio de la soberanía nacional, aunque ahora de forma absoluta, de modo que nada se da por preconstituido y todas las instituciones, incluida la Corona, encontrarían su fundamento en la voluntad de la Nación. También reconocía ampliamente los derechos políticos e instalaba, por primera vez en España, un cierto régimen de tolerancia religiosa. Se continuó manteniendo el sufragio directo censitario, extendiéndose también al Senado, restringiendo aún más el cuerpo electoral. Se restablecía además, al igual que lo hacía la Constitución de 1812, la Diputación permanente de las Cortes, cuya función era velar por la observancia de la Constitución cuando las Cortes estuviesen cerradas.
Su articulado es más amplio que el contenido en la Constitución de 1837 y en la Constitución de 1845. Se trata de una constitución un tanto rígida; ya que establece un procedimiento bastante engorroso de reforma; procedimiento que en parte fue seguido por el resto de constituciones que se promulgaron con posterioridad.